# Universitetet besat
|  | Denne artikel er oprettet af botten PalnaBot ud fra en ekstern database. Den kan derfor have sproglige fejl eller mangler. Denne skabelon kan fjernes efter kontrol af indholdet. |

Universitetet besat er en film instrueret af Dino Raymond Hansen, Niels Schwalbe, Ebbe Preisler.

## Handling
Reportage fra begivenhederne 9.-10. marts 1970, da studerende besatte Københavns Universitets administrationskontor.